# Antonio Mosconi
Antonio Mosconi, född 9 september 1866, död 13 juli 1955, var en italiensk ämbetsman och politiker.
Mosconi anslöt sig 1919 efter en mångsidig ämbetsmannakarriär till den fascistiska rörelsen och blev juli 1928 finansminister. Mosconis demission skedde 20 juli 1932, då Mussolini i enlighet med sitt "rotationssystem" omplacerade 4 ministrar och 11 statssekreterare.